# جون باين (ممثل)
جون باين (بالإنجليزية: John Payne)‏ (و. 1912 – 1989 م) هو مغني، ورائد أعمال، وكاتب سيناريو، وممثل مسرحي، وممثل أفلام، وممثل تلفزي، ومؤدي أصوات أمريكي، ولد في روانوك، كان عضوًا في الحزب الجمهوري، توفي في ماليبو، كاليفورنيا، عن عمر يناهز 77 عاماً.

## بداية حياته
وُلد باين في رونوك بولاية فيرجينيا في 23 مايو 1912.وتخرجت والدته المغنية إيدا هوب، من مدرسة فيرجينيا اللاهوتية في رونوك وتزوجت من جورج واشنطن باين، وهو مطور في رونوك. وقد عاشا في فورت لويس، وهو قصر يعود إلى عصر ما قبل الحرب العالمية الثانية أصبح ملكية تاريخية للولاية، ولكن دمرته النيران في أواخر الأربعينيات.
التحق باين بالمدرسة الإعدادية في أكاديمية ميركسبيرج بولاية بنسلفانيا، ثم التحق بكلية رونوك في سالم بولاية فيرجينيا. ثم انتقل إلى جامعة كولومبيا في مدينة نيويورك في خريف عام 1930. درس الدراما في كولومبيا والصوت في مدرسة جوليارد. ولإعالة نفسه، تولى مجموعة متنوعة من الوظائف المتنوعة والغريبة، بما في ذلك المصارعة باسم ”أليكسي بيتروف، متوحش السهوب“ والملاكمة باسم ”تايجر جاك باين“.

## التعليم
تعلم في مدرسة جوليارد، وكلية رونوك ‏، وجامعة كولومبيا.

## وصلات خارجية
- جون باين على موقع IMDb (الإنجليزية)
- جون باين على موقع الموسوعة البريطانية (الإنجليزية)
- جون باين على موقع ألو سيني (الفرنسية)
- جون باين على موقع أول موفي (الإنجليزية)
- جون باين على موقع قاعدة بيانات برودواي على الإنترنت (الإنجليزية)
- جون باين على موقع قاعدة بيانات الأفلام السويدية (السويدية)
- جون باين على موقع إن إن دي بي (الإنجليزية)
- جون باين على موقع قاعدة بيانات الفيلم (الإنجليزية)
- جون باين على موقع كينوبويسك (الروسية)